# Yenikaraköy, Düzce
Yeni Karaköy là một xã thuộc thành phố Düzce, tỉnh Düzce, Thổ Nhĩ Kỳ. Dân số thời điểm năm 2010 là 447 người.